# Agrionoptera insignis
Agrionoptera insignis is een libellensoort uit de familie van de korenbouten (Libellulidae), onderorde echte libellen (Anisoptera).
De wetenschappelijke naam Agrionoptera insignis is voor het eerst geldig gepubliceerd in 1842 door Rambur.